# Kim So-Young
Kim So-Young es una deportista surcoreana que compitió en taekwondo. Ganó dos medallas de oro en el Campeonato Mundial de Taekwondo, en los años 1987 y 1989, y una medalla de oro en el Campeonato Asiático de Taekwondo de 1988.

## Palmarés internacional
| Campeonato Mundial  | Campeonato Mundial   | Campeonato Mundial | Campeonato Mundial |
| Año                 | Lugar                | Medalla            | Categoría          |
| ------------------- | -------------------- | ------------------ | ------------------ |
| 1987                | Barcelona (España)   | Medalla de oro     | –55 kg             |
| 1989                | Seúl (Corea del Sur) | Medalla de oro     | –55 kg             |
| Campeonato Asiático |                      |                    |                    |
| Año                 | Lugar                | Medalla            | Categoría          |
| 1988                | Katmandú (Nepal)     | Medalla de oro     | –55 kg             |